# جيف كينغ (لاعب كرة قاعدة)
جيف كينغ (بالإنجليزية: Jeff King)‏ هو لاعب كرة قاعدة أمريكي، ولد في 26 ديسمبر 1964 في ماريون في الولايات المتحدة.

## وصلات خارجية
- جيف كينغ على موقع دوري كرة القاعدة الرئيسي (الإنجليزية)
- جيف كينغ على موقعبيزبول رفرنس.كوم (الدوري الرئيسي) (الإنجليزية)
- جيف كينغ على موقعبيزبول رفرنس.كوم (الدوري الثانوي) (الإنجليزية)
- جيف كينغ على موقع إي إس بي إن.كوم (أم.أل.بي) (الإنجليزية)
- جيف كينغ على موقع مشجعي الرسوم البيانية (الإنجليزية)